# سوسک مشبک
سوسک‌های مشبک (نام علمی: Cupedidae) نام یک تیره از راسته قاب‌بالان است.